# Osonica
Osonica (en serbe cyrillique : Осоница) est un village de Serbie situé dans la municipalité d’Ivanjica, district de Moravica. Au recensement de 2011, il comptait 789 habitants.

## Démographie

### Évolution historique de la population
| 1948  | 1953  | 1961  | 1971  | 1981  | 1991 | 2002 | 2011 |
| ----- | ----- | ----- | ----- | ----- | ---- | ---- | ---- |
| 1 374 | 1 508 | 1 550 | 1 415 | 1 129 | 943  | 860  | 789  |

|  |